# Munnijärvi
Munnijärvi är en sjö i Finland. Den ligger i kommunen Enontekis i landskapet Lappland, i den norra delen av landet, 1 000 km norr om huvudstaden Helsingfors. Munnijärvi ligger 455,7 meter över havet. Arean är 96,1 hektar och strandlinjen är 5,67 kilometer lång. Sjön  ingår i Torne älvs huvudavrinningsområde.   Omgivningarna runt Munnijärvi är i huvudsak ett öppet busklandskap.